# Journans
Journans település Franciaországban, Ain megyében. Lakosainak száma 384 fő (2022. január 1.). Journans Bohas-Meyriat-Rignat, Revonnas, Saint-Martin-du-Mont és Tossiat községekkel határos.

## Népesség
A település népességének változása:
| Lakosok száma | 191  | 277  | 286  | 323  | 345  | 355  | 355  | 351  | 377  | 384  |
|               | 1968 | 1982 | 1990 | 2006 | 2013 | 2015 | 2017 | 2019 | 2020 | 2022 |